# 1866年の相撲
1866年の相撲（1866ねんのすもう）は、1866年の相撲関係のできごとについて述べる。

## 興行
- 3月場所（江戸相撲）[1]
  - 興行場所:本所回向院
  - 晴天10日間興行
- 5月場所（大坂相撲）[2]
  - 興行場所:天満砂原屋敷
  - 晴天10日間興行
- 11月場所（江戸相撲）[3]
  - 興行場所:本所回向院
  - 晴天10日間興行